# Jardin pour la Paix
Le jardin pour la Paix a été créé en 2003 au pied de la citadelle de Bitche. Il fait partie du réseau transfrontalier Jardins sans Limites qui s'étend en Moselle, Sarre (Allemagne) et au Luxembourg.

## Description
Entre la ville et la citadelle, chef-d’œuvre d’architecture militaire, le Jardin pour la Paix a été imaginé et conçu comme un élément de réconciliation du Pays de Bitche avec son histoire. Créé par l’architecte-paysagiste Florence Robert, ce jardin est un lieu unique de création horticole. Il présente une douzaine de jardins éphémères régulièrement renouvelés. Aussi surprenant qu’insolite, c’est un véritable univers floral qui associe le verre, le cristal, les plantes rustiques, le fer forgé, les graminées… Des artistes procèdent à des interventions pérennes ou expériences éphémères. Ainsi, chaque jardin a une histoire et une ambition propre. Tous sont cependant le fruit de rencontres uniques, improbables, et de généreux échanges artistiques.
Centre de gravité du fleurissement urbain de la cité fortifiée, le jardin pour la Paix s’inscrit dans le prolongement du festival Jardins en Troc, véritables colonies de créativité et d’échange semées dans toute la Ville.